# Solrikser
Solrikser (latin: Eurypygiformes) er en orden inden for fuglene. Ordenen omfatter blot tre arter (to levende): De to kaguer (en uddød) og solriksen.

## Klassifikation
Solrikser inddeles i følgende tre familier:
- Rhynochetidae (2 arter, deraf en uddød - kaguen)
- Eurypygidae (1 art - solrikse)

- Wikimedia Commons har flere filer relateret til Solrikser